# In the Line of Fire
In the Line of Fire is een Amerikaanse politieke actiethriller uit 1993. De film werd geregisseerd door Wolfgang Petersen, naar een scenario van Jeff Maguire. In the Line of Fire werd genomineerd voor onder meer de Oscars voor beste bijrolspeler (John Malkovich), beste scenario en beste montage, de Golden Globe voor beste bijrolspeler (Malkovich) en de BAFTA Awards voor beste bijrolspeler (Malkovich), beste scenario en beste montage.

## Verhaal
Frank Horrigan (Clint Eastwood) werkt al sinds de moord op president Kennedy voor de United States Secret Service en is de enige agent die bij die gebeurtenis was en nog steeds actief is. Hij drinkt zijn schuldgevoel weg.
Nadat Horrigan in een leeg appartement aanwijzingen vindt dat iemand de huidige president wil vermoorden krijgt hij een telefoontje van iemand die zichzelf Booth noemt en inderdaad van plan is de president te vermoorden. Horrigan vraagt om weer te worden toegewezen aan de presidentiële beveiliging. 'Booth' blijft bellen en blijft de Secret Service voor.
Als Horrigan en zijn collegae eindelijk een vingerafdruk hebben blijkt die topgeheim te zijn en gaan de bellen ook af bij de Central Intelligence Agency. Booth werkt intussen aan een geïmproviseerd vuurwapen van composietmaterialen dat hij langs de metaaldetectoren wil smokkelen.

## Rolverdeling
| Acteur                | Personage                         | Opmerkingen                                          |
| --------------------- | --------------------------------- | ---------------------------------------------------- |
| Clint Eastwood        | Frank Horrigan                    | agent bij de Secret Service                          |
| John Malkovich        | Mitch Leary                       | psychotische moordenaar                              |
| Rene Russo            | Lilly Raines                      | agent bij de Secret Service, love-interest van Frank |
| Dylan McDermott       | Al D'Andrea                       | Franks partner                                       |
| Gary Cole             | Bill Watts                        | Franks baas                                          |
| Fred Thompson         | Harry Sargent                     | White House Chief of Staff                           |
| John Mahoney          | directeur van de Secret Service   |                                                      |
| Gregory Alan Williams | Matt Wilder                       |                                                      |
| Jim Curley            | president van de Verenigde Staten | doelwit van Leary                                    |
| Sally Hughes          | first lady                        |                                                      |
| Tobin Bell            | Mendoza                           |                                                      |
| Clyde Kusatsu         | FBI-agent Jack Okura              |                                                      |
| Steve Hytner          | FBI-agent Tony Carducci           |                                                      |
| Patrika Darbo         | Pam Magnus                        |                                                      |
| John Heard            | professor Riger                   |                                                      |
| Joshua Malina         | Secret Service-agent Chavez       |                                                      |